# Ligne Tōkyū Setagaya
La ligne Tōkyū Setagaya (東急世田谷線, Tōkyū Setagaya-sen) est une ligne de train léger de la compagnie privée Tōkyū à Tokyo au Japon. Elle relie la gare de Sangen-Jaya à celle de Shimo-Takaido dans l'arrondissement de Setagaya.
Sur les cartes, la ligne Setagaya est de couleur jaune et les stations sont identifiées par les lettres SG suivies d'un numéro.

## Histoire
La ligne Shimotakaido est ouverte le 18 janvier 1925 entre Sangen-Jaya et Setagaya par le chemin de fer électrique de Tamagawa (玉川電気鉄道, Tamagawa Denki Tetsudo), une compagnie exploitant des tramways dans l'ouest de Tokyo. La ligne est prolongée à Shimo-Takaido le 10 mai de la même année.
Le 10 mars 1938, le Chemin de fer électrique de Tamagawa fusionne avec le Chemin de fer électrique de Tokyo-Yokohama (東京横浜電鉄, Tōkyō Yokohama Dentetsu), prédécesseur de l'actuelle Tōkyū, et la ligne Shimotakaido devient une branche de la ligne Tamagawa (différente de l'actuelle ligne Tōkyū Tamagawa) qui relie la gare de Shibuya à celle de Futako-Tamagawa.
Le 11 août 1969, la ligne Tamagawa ferme, à l'exception de l'ancienne ligne Shimotakaido qui devient l'actuelle ligne Tōkyū Setagaya.

## Caractéristiques

### Ligne
- Longueur : 5,0 km
- Ecartement : 1 372 mm
- Alimentation : 600 Vcc par caténaire

### Liste des stations
La ligne comporte 10 stations, identifiées de SG01 à SG10.
| Numéro | Stations            | Nom japonais | Distance (km) | Correspondances               | Arrondissement |
| ------ | ------------------- | ------------ | ------------- | ----------------------------- | -------------- |
| SG01   | Sangen-Jaya         | 三軒茶屋川   | 0             | Tōkyū : Den-en-toshi          | Setagaya       |
| SG02   | Nishi-Taishidō      | 西太子堂     | 0,3           |                               | Setagaya       |
| SG03   | Wakabayashi         | 若林         | 0,9           |                               | Setagaya       |
| SG04   | Shōin-Jinjamae (ja) | 松陰神社前   | 1,4           |                               | Setagaya       |
| SG05   | Setagaya            | 世田谷       | 1,8           |                               | Setagaya       |
| SG06   | Kamimachi           | 上町         | 2,2           |                               | Setagaya       |
| SG07   | Miyanosaka          | 宮の坂       | 2,7           |                               | Setagaya       |
| SG08   | Yamashita           | 山下         | 3,4           | Odakyū : Odawara (à Gōtokuji) | Setagaya       |
| SG09   | Matsubara           | 松原         | 4,2           |                               | Setagaya       |
| SG10   | Shimo-Takaido       | 下高井戸     | 5,0           | Keiō : Keiō                   | Setagaya       |

## Matériel roulant

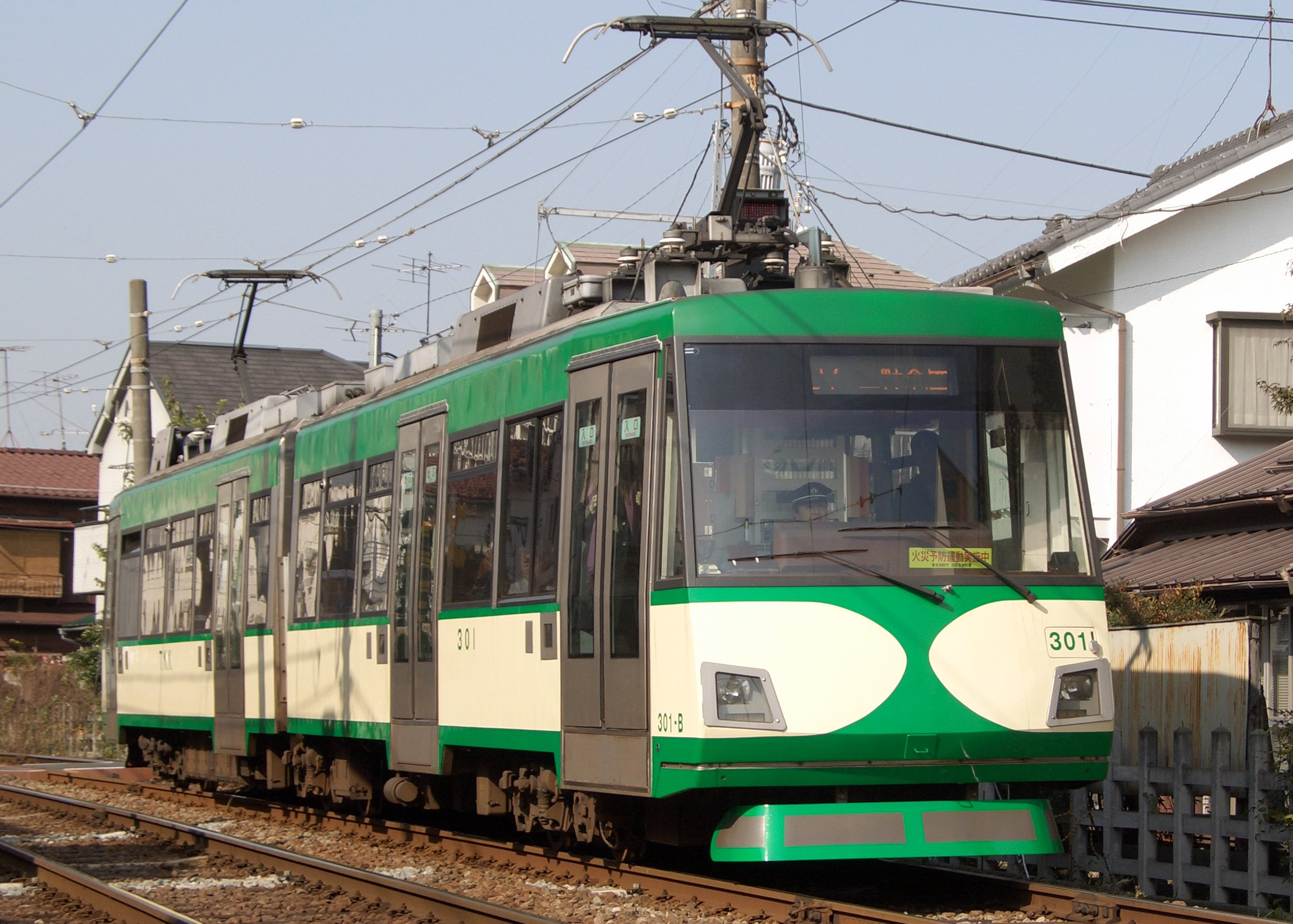
Tōkyū série 300

La ligne Setagaya est parcourue par des rames Tōkyū série 300 dont la vitesse maximale est de 40 km/h.